# Hofhouding

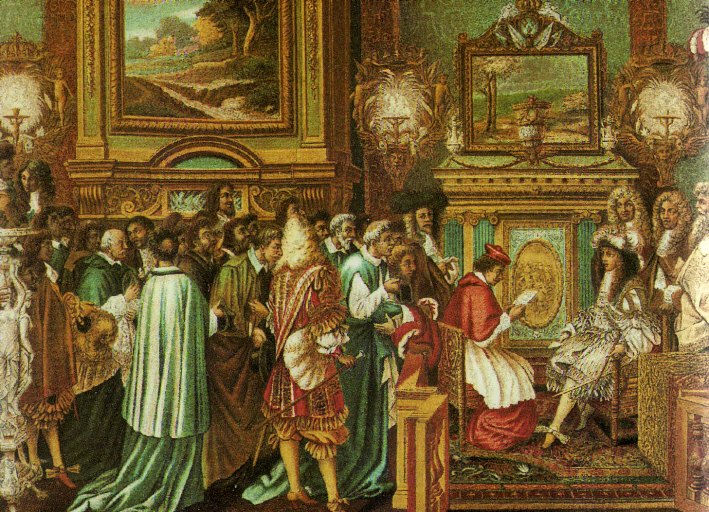
De Franse koning Lodewijk XIV ontvangt de pauselijke ambassadeur aan zijn hof, 1664.

De hofhouding of het hof is het geheel van personen waarmee een hoge wereldlijke of geestelijke machthebber zich omringt. De hofhouding bestond in vroegere eeuwen niet alleen uit de huishouding van een vorst, maar vormde tevens het bestuurlijke en culturele centrum van een land en kon wel een paar duizend personen omvatten. De mensen die onderdeel waren van een hofhouding waren de hovelingen. In de huidige monarchieën en in het Vaticaan bestaat nog steeds een hofhouding, zij het in sterk verkleinde en versoberde vorm.

## Historische ontwikkeling
Onder de Merovingen bestond het hof van de koning uit vier hoge hofambten onder leiding van de hofmeier (majordomus); de kamerheer, de maarschalk, de schenker en de drost. Elk van deze functionarissen was verantwoordelijk voor een afdeling van de hofhouding en had de leiding over de nodige dienaren. Zo stond de maarschalk aan het hoofd van de stallen, de schenker aan het hoofd van de drankverzorging, de kamerheer aan het hoofd van de kamerdienaren en de was drost aanvankelijk het hoofd van de keuken en de tafel, maar werd al in de Frankische tijd het hoofd van de hofhouding als geheel.
Onder Karel de Grote kwamen er naast de vier Merovingische hofambten nog een paltsgraaf als hoofd van de paltsrechtbank en een kanselier als hoofd van de kanselarij bij. Onder de Duitse koningen werden de vier Merovingische hofambten toegekend aan de stamhertogen, die uitgroeiden tot de vier wereldlijke keurvorsten, waarna de hofambten aartsambten werden genoemd. Aan de hoven van wereldlijke en geestelijke rijksvorsten en andere lagere landsheren bestonden vergelijkbare hofambten.
Aan het hof waren ook geestelijken verbonden voor de liturgische vieringen en andere geestelijke begeleiding. Zij vormden de hofkapel en hadden voor hun plechtigheden de beschikking over een gelijknamige ruimte. Deze kapel stond onder leiding van de hofkapelaan (aulae capellanus). De geestelijken van de hofkapel werden vanaf de late middeleeuwen aangevuld met steeds meer lekenmuzikanten, zowel zangers als bespelers van instrumenten. Zij gingen op den duur een aparte afdeling vormen onder leiding van een kapelmeester.
Na de Reformatie werden aan protestants geworden hoven de katholieke geestelijken van de hofkapel vervangen door een hofpredikant. De muzikale afdeling bleef wel bestaan en kwam soms onder leiding van wereldberoemde kapelmeesters, zoals bijvoorbeeld Johann Sebastian Bach aan het hof van de vorst van Anhalt-Köthen.
In de vroege en hoge middeleeuwen waren de geestelijken van de hofkapel meestal ook de enigen aan het hof die konden schrijven. Daarom werden zij ingeschakeld om de oorkondes en andere noodzakelijke documenten voor de vorst op te stellen. In deze functie gingen zij de vorstelijke kanselarij vormen, maar werden vanaf de late middeleeuwen geleidelijk aan volledig vervangen door leken.

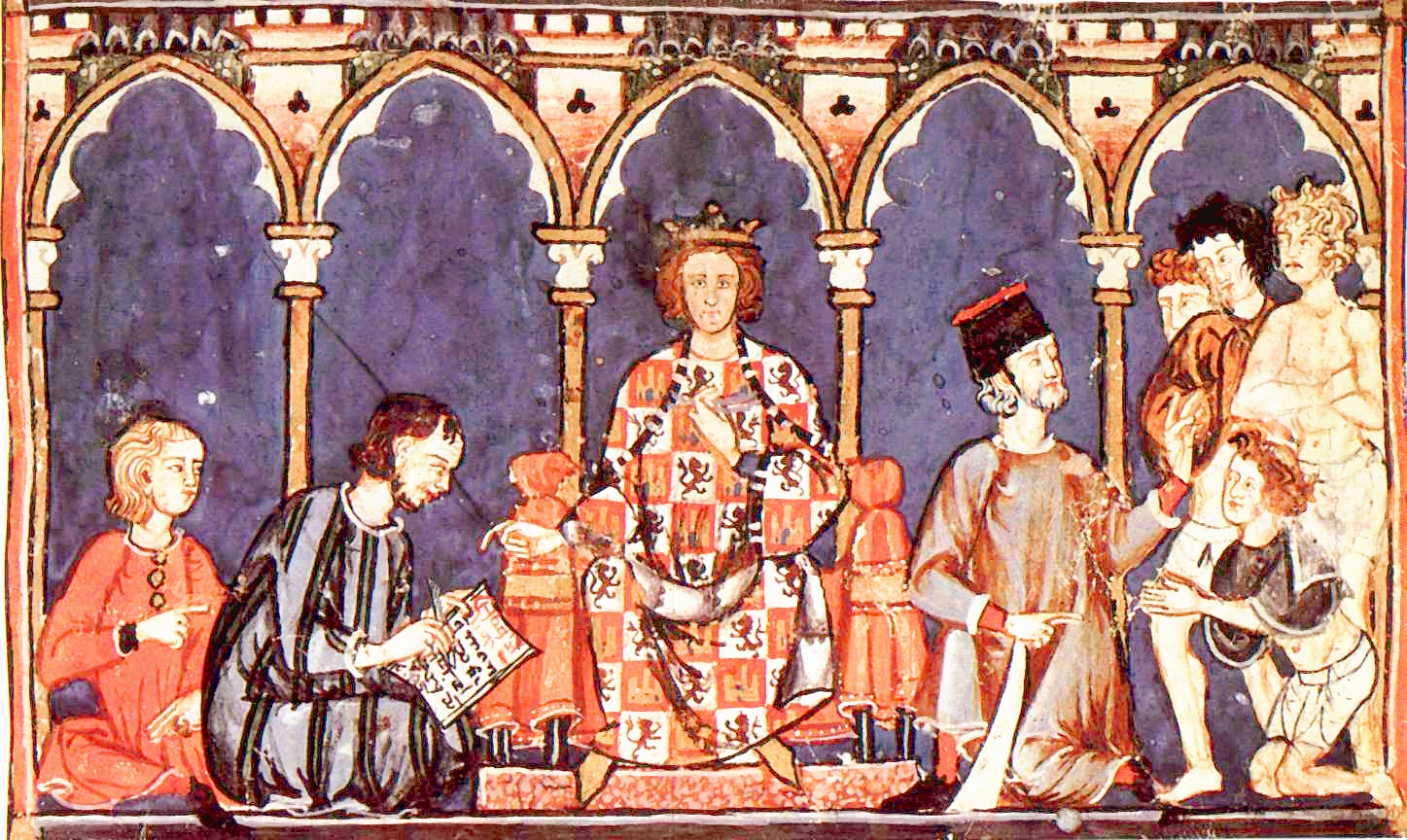
De Castiliaanse koning Alfons X en zijn hof

In de Middeleeuwen werd de koning omringd door vazallen, die hem bescherming boden in ruil voor grond. Deze edellieden hadden door de gunsten van de koning steeds meer grond (landadel), meer dan de koning, waardoor deze zijn macht verloor. Later probeerde Lodewijk XIV na La Fronde de macht van de adel te breken; hij verzamelde alle edellieden rondom hem. De Franse adel verloor zijn macht opnieuw, die nu naar de monarch ging; hij had de absolute macht.
Rondom de koning verbleven duizenden edellieden, ingedeeld naar titulatuur. De koning kon zo een hofhouding hebben, wat hem veel geld kostte, maar een buitengewoon prestige opleverde. Niet iedereen had geld om een hofhouding te vermaken en te houden.
Typerende functies van een hofhouding zijn: grootmeester, hofmeester, hofmaarschalk, adjudant, lakei, kamerheer, hofdame, stalmeester, hofschilder, hofnar.
Na de Franse Revolutie eind 18e eeuw en de Eerste Wereldoorlog begin 20e eeuw werden veel monarchieën afgeschaft en daarmee verdwenen ook hun hofhoudingen. De overgebleven hoven werden sinds de jaren 60 van de 20e eeuw stuk voor stuk gereorganiseerd en omgevormd tot kleinere en meer zakelijke en functionele organisaties. Ook het hofceremonieel werd vaak sterk versoberd.
Moderne hofhoudingen zijn meestal ingedeeld in afdelingen of departementen. Zo zijn er bijvoorbeeld een dienst van de protocolchef, een dienst van de hofmaarschalk of de huishouding, een staldepartement, een dienst van de gebouwen en de tuinen en een dienst van de beveiliging. Deze afdelingen bestaan dan uit een hoofd en personeel, dat doorgaans in dienst van de koning(in) is.
Ook presidenten van een republiek beschikken voor de uitoefening van hun functie wel over een kleine ceremoniële staf.

## Hofceremonieel
Het leven aan de hoven werd gereguleerd door het hofceremonieel. Dat was een stelsel van rituelen, regels en gebruiken, dat in de loop der eeuwen steeds uitgebreider en ingewikkelder werd.
In de 15e eeuw werd aan het hof van de Bourgondische hertogen een streng hofceremonieel ontwikkelt. Uiterlijk kenmerk hiervan was het dragen van zwarte kleding. Dit hofceremonieel werd overgenomen door de Habsburgers en Karel V bracht het naar Spanje. Het oorspronkelijk Bourgondische hofceremonieel groeide daar uit tot een bijzonder streng normenstelsel en kwam, vanwege de overheersende invloed van Spanje, bekend te staan als het Spaanse hofceremonieel.
Via Karels broer Ferdinand werd dit ceremonieel ook ingevoerd aan het Weense hof, waar het tot het eind van de Oostenrijkse monarchie in 1918 in gebruik bleef. In Wenen herinnert hieraan nog altijd de Spaanse rijschool. In Spanje bleef het Spaanse hofceremonieel in gebruik tot de val van het Huis Bourbon. Het wat minder strenge, maar evenzeer uitgebreide Franse hofceremonieel werd onder Lodewijk XIV toonaangevend in Europa en voorbeeld voor vele andere hoven.

## Vorstelijke verblijfplaatsen

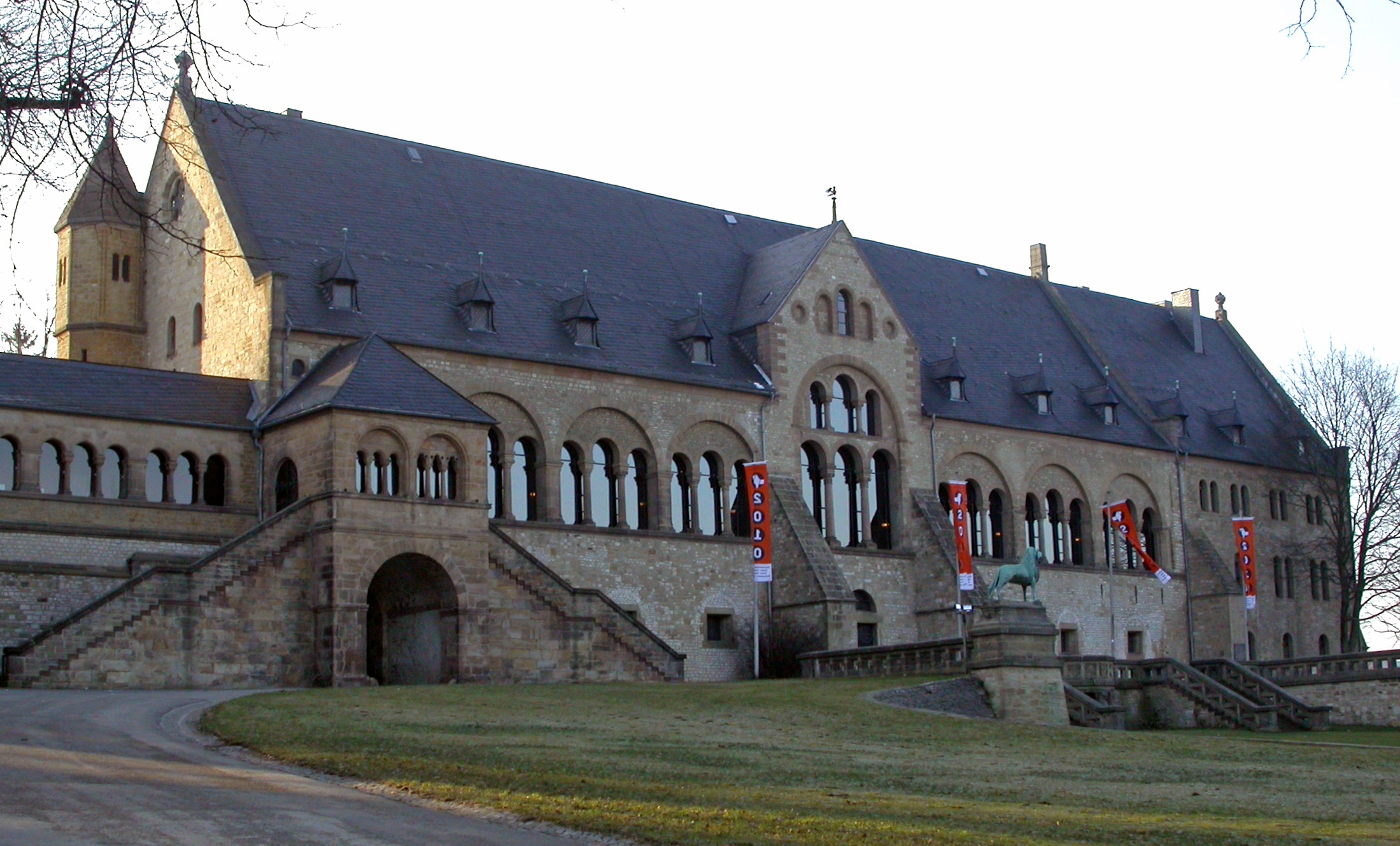
De Keizerpalts Goslar, een verblijfplaats van de Rooms-Duitse keizer uit de 11e eeuw.

In de vroege middeleeuwen hadden de meeste koningen en andere vorsten nog geen vaste verblijfplaats. Er was sprake van een ambulant koningschap, waarbij van plaats tot plaats door het land werd rondgetrokken. De koning en zijn hofhouding verbleven dan telkens in een palts, lagere vorsten in een kasteel.
Vanaf het midden van de 12e eeuw begonnen de Franse koningen te streven naar een gecentraliseerde staat met de hoofdstad Parijs als middelpunt. Daardoor werden de verschillende paltsen overbodig. Rondtrekken deed de koning voortaan alleen nog voor zijn plezier, bij voorkeur in de aangename en wildrijke Loire-vallei waar dan ook vele (jacht)kastelen werden gebouwd. Ook elders in Europa lieten vele vorsten sinds de hoge middeleeuwen een jachtslot bouwen.
De laatste Europese vorst zonder vaste residentie was waarschijnlijk keizer Karel V (1500-1558), die vanwege zijn vele rijken bijna zijn leven lang met een enorm gevolg door Europa reisde. Als gevolg daarvan had hij een tamelijk internationaal samengestelde hofhouding en werd het oorspronkelijke Bourgondische hofceremonieel ook in andere landen onder zijn heerschappij overgenomen.
Vanaf de 16e eeuw groeiden de jachtsloten uit tot zomerresidenties, landelijk gelegen met grote tuinen, lusthoven, parken en jachtgebieden. Daar verbleef de vorst met zijn hofhouding in de zomer, om dan in de winter weer terug te keren naar de vaak oorspronkelijke residentie in de hoofdstad. Beroemd voorbeeld van een winterresidentie is het Winterpaleis van de Russische tsaren in Sint-Petersburg. Het Oostenrijkse hof had tot 1918 de Hofburg als winter- en Schloss Schönbrunn als zomerresidentie.
Doordat vanaf het begin van de 20e eeuw het comfort sterk verbeterde konden vorsten permanent in hun zomerpaleizen verblijven. Dat deze vaak verder van de hoofdstad af lagen was door snellere vervoersmogelijkheden geen groot probleem meer. Door deze ontwikkelingen waren verschillende zomer- en winterpaleizen niet meer nodig. Daarvoor in de plaats kwam een nieuw onderscheid, namelijk dat van woon- en werkpaleizen, die een scheiding tussen de privésfeer en de staatkundige rol van de vorst mogelijk maken.

## Historische hoven
In Frankrijk werd tijdens het ancien régime en tijdens de restauratie van de Bourbons de koninklijke hofhouding, het Maison du Roi, gevormd door de militaire, huishoudelijke en religieuze entourage van de koning van Frankrijk en zijn familie.

## Het Pauselijk Hof
De paus was tot 1870 zowel de wereldlijke heerser over de Kerkelijke Staat, als de hoogste geestelijke gezagsdrager en had als zodanig een uitgebreide hofhouding. Het pauselijke hof (Latijn: Pontificalis Aula) bestond uit zowel geestelijke als wereldlijke ambten. In 1968 werd het hof door paus Paulus VI teruggebracht tot een kleinere en sobere pauselijke huishouding of Pauselijk Huis (Latijn: Domus Pontificalis).

## Moderne hoven
In België wordt de koning bijgestaan door het Huis van de Koning, bestaande uit zeven autonome Departementen onder leiding van het Directiecomité van het Hof.
In Nederland heet de koninklijke hofhouding officieel de Dienst van het Koninklijk Huis en bestaat uit ongeveer 350 personen, verdeeld over het Civiele Huis en het Militaire Huis. De Dienst van het Koninklijk Huis staat onder leiding van de Grootmeester.
Het Britse Hof is tegenwoordig het bekendste en het grootste. Het omvat ongeveer 1200 personen. Formeel wordt niet gesproken van hofhouding, maar van de Koninklijke Huishouding (Engels: Royal Household).
Net als in Engeland staan ook in Denemarken en Zweden de hoven in een zeer lange traditie en kennen ze nog steeds traditionele ambten, zoals in Denemarken de Hofmarskallen en de Kongelig Jægermester, en in Zweden de Riksmarskalksämbetet en Hovstallmästaren.
In Noorwegen is de monarchie daarentegen van recentere datum en is ook het hof een stuk soberder en functioneler. Datzelfde geldt voor Spanje, waar de monarchie pas in 1975 weer is ingevoerd.
In Luxemburg en Monaco staan de hofhouding weer wel in een langere traditie en kent, ondanks de geringe omvang, wat meer ceremonieel. In Liechtenstein beschikt de vorstelijke familie over een kleine functionele staf.
Buiten Europa zijn er ook nog monarchieën die over een hofhouding beschikken. Deze hebben vaak een heel eigen ontwikkeling en achtergrond.
Het hof van de keizer van Japan bestaat al sinds het begin van de 8e eeuw en is daarmee de oudste onafgebroken functionerende hofhouding. Met zo'n 1080 medewerkers is het bovendien een van de grootste hoven.